# Ракитин, Пётр Исаевич
Пётр Исаевич Ракитин (укр. Петро Ісаєвич Ракітін; 5 июля 1925, Киев — 8 августа 2001) — советский украинский оператор мультипликации.

## Биография
Родился 5 июля 1925 года в Киеве, СССР.
Участник Великой Отечественной войны. Окончил Украинскую сельскохозяйственную академию в 1969 году. С 1950 года — оператор киностудии «Киевнаучфильм», в последствии — главный оператор цеха комбинированных и специальных съёмок. Участвовал в создании научно-популярных, учебных и мультипликационных фильмов.
Умер 8 августа 2001 года.

## Фильмография
- «Ивасик-Телесик» (1968)
- «Подарок» (1968)
- «Страшный зверь» (1969)
- «Пан Коцкий» (1969)
- «Знаменитый утёнок Тим» (1970)
- «Как Ёжик шубку менял» (1970)
- «Вася и динозавр» (1971)
- «Встреча, которая не состоялась» (1971)
- «Соломенный бычок» (1971)
- «Пришельцы» (1971)
- «Про поросёнка, который умел играть в шашки» (1972)
- «Каиновы слёзы» (1981)
- «Журавушка» (1982)
- «Свадьба Свички» (1982)
- «О, море, море!» (1983)
- «Морозики-морозы» (1986)

## Награды
- 1985 — Орден Отечественной войны 2-й степени[2]